# 竜江駅 (チチハル市)
竜江駅（りゅうこうえき）とは、中華人民共和国黒竜江省チチハル市竜江県に位置する浜洲線の駅。

## 歴史
- 1900年　開業。

## 隣の駅
中華人民共和国鉄道部
浜洲線
白山郷駅 - 竜江駅 - 魯河駅
座標: 北緯47度19分38秒 東経123度10分19秒 / 北緯47.3271度 東経123.1719度